# Platytetranychus rhusi
Platytetranychus rhusi är en spindeldjursart som först beskrevs av Meyer 1974.  Platytetranychus rhusi ingår i släktet Platytetranychus och familjen Tetranychidae. Inga underarter finns listade i Catalogue of Life.